# Aleksander Cichoń
Aleksander Cichoń (n. 9 decembrie 1958, Rzeszów, Polonia) este un luptător ce a reprezentat Polonia, medaliat olimpic. A participat la o ediție a Jocurilor Olimpice (1980) în care a câștigat o medalie de bronz.

## Participări
Lista de mai jos prezintă principalele competiții la care a participat Aleksander Cichoń de-a lungul carierei.
- wrestling at the 1980 Summer Olympics – men's freestyle 90 kg[*]